# Aphonopelma rubropilosum
Aphonopelma rubropilosum é uma espécie de aranha pertencente à família Theraphosidae (tarântulas).